# (466425) 2013 TK30
(466425) 2013 TK30 es un asteroide perteneciente al cinturón de asteroides, descubierto el 1 de octubre de 2013 por el equipo Spacewatch desde el Observatorio Nacional de Kitt Peak (Arizona, Estados Unidos).